# Haute vallée du Verghello
Haute vallée du Verghello este o arie protejată (arie de protecție specială avifaunistică — SPA) din Franța întinsă pe o suprafață de 1.529 ha, integral pe uscat.

## Localizare
Centrul sitului Haute vallée du Verghello este situat la coordonatele 42°12′47″N 9°06′39″E / 42.21306°N 9.11083°E.

## Înființare
Situl Haute vallée du Verghello a fost declarat arie de protecție specială avifaunistică în baza directivei 79/409 din 1979 referitoare la conservarea păsărilor sălbatice pentru a proteja 3 specii de animale.

## Biodiversitate
Situată în ecoregiunea mediteraneană, aria protejată nu include niciun habitat protejat.
La baza desemnării sitului se află mai multe specii protejate de  păsări (3): acvilă de munte (Aquila chrysaetos), zăgan (Gypaetus barbatus), Sitta whiteheadi.